# Florida Atlantic Owls

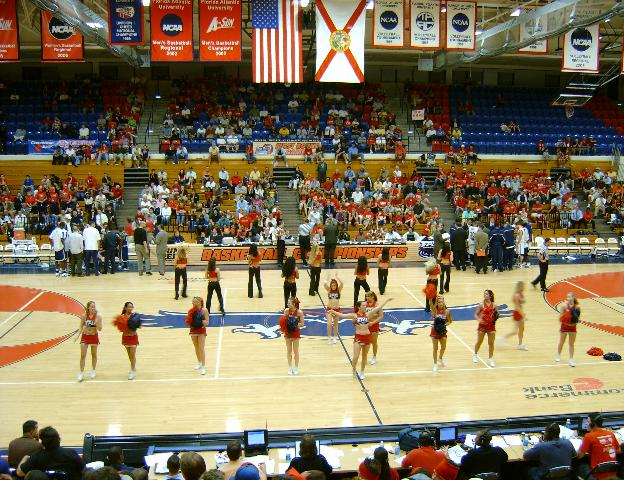
Partido de baloncesto.

Florida Atlantic Owls (español: Búhos del Atlántico de la Florida) es el nombre de los equipos deportivos de la Universidad Atlántica de Florida, situada en Boca Ratón, Florida. Los equipos de los Owls participan en las competiciones universitarias organizadas por la NCAA, y forma parte de la American Athletic Conference el 1 de julio de 2023.

## Equipos
Los Owls tienen los siguientes equipos oficiales:
| Masculino - Béisbol - Baloncesto - Cross - Fútbol americano - Golf - Fútbol - Natación - Tenis - Atletismo - Voleibol | Femenino - Baloncesto - Cross - Golf - Fútbol - Softball - Natación - Tenis - Atletismo - Voleibol - Voleibol de playa |